# Texico
Texico is een plaats (city) in de Amerikaanse staat New Mexico, en valt bestuurlijk gezien onder Curry County.

## Demografie
Bij de volkstelling in 2000 werd het aantal inwoners vastgesteld op 1065.
In 2006 is het aantal inwoners door het United States Census Bureau geschat op 1050, een daling van 15 (-1,4%).

## Geografie
Volgens het United States Census Bureau beslaat de plaats een oppervlakte van
2,1 km², geheel bestaande uit land.

## Populaire cultuur
De speelfilm Swing Vote uit 2008 met Kevin Costner speelt zich af in Texico.

## Plaatsen in de nabije omgeving
De onderstaande figuur toont nabijgelegen plaatsen in een straal van 36 km rond Texico.